# Lingue semitiche
Le lingue semitiche sono un ramo delle lingue afro-asiatiche parlate in Africa e Asia. Le lingue semitiche sono note per la loro morfologia nonconcatenativa, cioè le radici delle parole non sono esse stesse sillabe o parole, ma insiemi isolati di consonanti, di solito tre, che formano una cosiddetta radice trilittera. Le parole sono composte da radici non tanto aggiungendo prefissi o suffissi, ma piuttosto inserendo le vocali tra le consonanti di radice (anche se spesso vengono aggiunti anche prefissi e suffissi).

## Distribuzione geografica
Le quattro lingue semitiche attualmente più diffuse sono l'arabo (oltre 200 milioni di parlanti), l'amarico (circa 57 milioni), l'ebraico (9 milioni) e il tigrino (6-7 milioni). Piccole isole linguistiche aramaiche esistono in Siria, con la concentrazione maggiore nella cittadina di Maʿlūlā, ricca di quasi 50 000 parlanti, in Turchia, Iraq e Iran, e nei paesi della diaspora assira.
In seguito a diverse espansioni (in particolare quella del primo califfato islamico), l'arabo è parlato oggi anche nell'Africa del nord. Inoltre, l'arabo e l'ebraico sono diffuse come lingua liturgica e delle Scritture Sacre, tra i musulmani e gli ebrei rispettivamente. Anche il siriaco e il ge‘ez sopravvivono come scritte con valore liturgico. Anche l'estinto accadico era una lingua semitica.

## Classificazione
La classificazione delle lingue semitiche nasce nel 1781 per opera di Schlözer, che la derivò dalla tavola dei popoli nella Genesi.
Si tratta di un gruppo di lingue della famiglia afro-asiatico, imparentate piuttosto strettamente tra loro. Alcune sono molto antiche le prime attestazioni precedono di vari secoli quelle delle lingue sino-tibetane e lingue indoeuropee.
L'elenco delle lingue semitiche parlate oggi e di quelle estinte, suddivise per gruppi, è il seguente:
- lingue semitiche orientali (ramo estinto)
  - lingua accadica (estinta)
    - lingua assira (estinta)
    - lingua babilonese (estinta)

  - lingua eblaita (estinta)
- lingue semitiche occidentali
  - lingua ugaritica (estinta)
    - lingua amorrea (estinta)

  - lingue cananaiche: erano suddivise in dialetti strettamente imparentati e reciprocamente comprensibili, di cui i più importanti sono:
    - lingua ebraica
    - lingua fenicia (estinta)
      - lingua punica (estinta)

    - lingua moabita (estinta)
    - lingua ammonita (estinta)
    - lingua edomita (estinta)
    - ja'udico (estinto)
    - sinaitico (estinto)

  - lingua aramaica
    - aramaico antico (estinto)
    - aramaico medio (estinto)
      - aramaico d'Impero
      - nabateo
      - palmireno
      - hatreno
      - aramaico giudaico palestinese
      - aramaico giudaico babilonese
      - aramaico cristiano-palestinese

    - lingua siriaca (sopravvive solo come lingua scritta e liturgica)
    - neoaramaico occidentale (in via di scomparsa, è lingua esclusivamente parlata in ristrette aree della Siria)
    - neoaramaico orientale o neosiriaco (suret)
- lingue semitiche meridionali
  - lingua araba: oggi l'arabo classico esiste solo come lingua scritta e della comunicazione colta; nel parlato esistono decine di dialetti, molto diversificati e spesso non reciprocamente comprensibili
    - lingua maltese

  - nordarabico epigrafico (estinto)
  - lingua sudarabica (estinta) 
    - sudarabico epigrafico
    - soqotri
    - mehri
    - jibbali

  - lingue semitiche dell'Etiopia
    - lingua ge'ez (antico etiopico, oggi sopravvive solo come lingua scritta)
    - lingua tigrina
    - lingua tigrè (lingua solo orale, divisa nei dialetti maria, mensa ed habab)
    - lingua dahlik (lingua solo orale)
    - lingua amarica
    - lingua argobba
    - harari
    - guraghé
      - lingua sebat bet guraghé

    - gafat (estinta)

## Fonologia

### Fonologia del protosemitico
Il protosemitico è generalmente ricostruito con i seguenti fonemi (secondo la trascrizione usuale della semitistica; i valori approssimativi secondo il sistema IPA sono indicati tra parentesi quadre):
| consonanti          | Occlusive | Occlusive   | Occlusive  | Affricate / Fricative | Affricate / Fricative | Affricate / Fricative | Nasale | Vibrante | Approssimante | Approssimante |
| consonanti          | Sonora    | Enfatica    | Sorda      | Sonora                | Enfatica              | Sorda                 | Nasale | Vibrante | laterali      | centrale      |
| ------------------- | --------- | ----------- | ---------- | --------------------- | --------------------- | --------------------- | ------ | -------- | ------------- | ------------- |
| Labiali             | b [b]     |             | p [p]      |                       |                       |                       | m [m]  |          |               | u̯ [w~ʋ]       |
| Dentali             | d [d]     | ṭ [tˁ]      | t [t]      | ḏ [ð]                 | ṱ [θˁ]                | ṯ [θ]                 | n [n]  | r [r]    | l [l]         |               |
| Palatali            |           |             |            |                       |                       | s / š [ʃ]             |        |          |               | j [j]         |
| alveolari laterali  |           |             |            |                       | ṡ̭ / ṣ́ [ɬˁ]            | ś [ɬ]                 |        |          |               |               |
| alveolari sibilanti | z [ʣ]     | ṩ / ṭs [ʦˁ] | ṡ / ts [ʦ] |                       |                       |                       |        |          |               |               |
| velari / uvulari    | g [ɡ]     | q / ḳ [kˁ]  | k [k]      | ġ̮ [ʁ]                 |                       | ḫ [χ]                 |        |          |               |               |
| faringali           |           |             |            | ġ / ʻ [ʕ]             | ġ / ʻ [ʕ]             | h [ħ]                 |        |          |               |               |
| Fricative glottali  |           |             | ʼ [ʔ]      |                       |                       | ḣ [h]                 |        |          |               |               |

| Vocali | Brevi | Brevi | Lunghe | Lunghe |
| ------ | ----- | ----- | ------ | ------ |
| Chiuse | i [i] | u [u] | ī [iː] | ū [uː] |
| Aperte | a [a] | a [a] | ā [aː] | ā [aː] |

Questo sistema privilegia il sistema di suoni dell'arabo. In particolare, la presenza di fricative interdentali nel protosemitico è incerta.

### Mutamento fonetico tra proto-semitico e lingue derivate
Questa proto-fonologia è stata ricostruita nel tentativo di spiegare le differenze fonetiche regolari che esistono tra le Lingue semitiche. Queste sono le corrispondenze ipotizzate:
| Proto-Semitico | Accadico | Arabo | Arabo | Fenicio | Fenicio | Ebraico | Ebraico | Aramaico | Aramaico | Ge'ez | Ge'ez |
| -------------- | -------- | ----- | ----- | ------- | ------- | ------- | ------- | -------- | -------- | ----- | ----- |
| b              | b        | ب     | b     |         | b       | ב       | ḇ/b     | ב        | ḇ/b      | በ     | b     |
| p              | p        | ف     | f     |         | p       | פ       | p̄/p     | פ        | p̄/p      | ፈ     | f     |
| ḏ              | z        | ذ     | ḏ     |         | z       | ז       | z       | ד        | ḏ/d      | ዘ     | z     |
| ṯ              | š        | ث     | ṯ     |         | š       | שׁ       | š       | ת        | ṯ/t      | ሰ     | s     |
| ṱ              | ṣ        | ظ     | ḓ     | ṣ       | ṣ       | צ       | ṣ       | ט        | ṭ        | ጸ     | ṣ     |
| d              | d        | د     | d     |         | d       | ד       | ḏ/d     | ד        | ḏ/d      | ደ     | d     |
| t              | t        | ت     | t     |         | t       | ת       | ṯ/t     | ת        | ṯ/t      | ተ     | t     |
| ṭ              | ṭ        | ط     | ṭ     |         | ṭ&      | ט       | ṭ       | ט        | ṭ        | ጠ     | ṭ     |
| š              | š        | س     | s     |         | š       | שׁ       | š       | שׁ        | š        | ሰ     | s     |
| z              | z        | ز     | z     |         | z       | ז       | z       | ז        | z        | ዘ     | z     |
| s              | s        |       |       |         | s       | ס       | s       | ס        | s        | ሰ     | s     |
| ṣ              | ṣ        | ص     | ṣ     |         | ṣ       | צ       | ṣ       | צ        | ṣ        | ጸ     | ṣ     |
| l              | l        | ل     | l     |         | l       | ל       | l       | ל        | l        | ለ     | l     |
| ś              | š        | ش     | š     |         |         | שׂ       | s       | שׂ        | s        | ሠ     | ś     |
| ṣ́              | ṣ        | ض     | ḍ     |         | ṣ       | צ       | ṣ       | ע        | ʻ        | ፀ     | ṣ́     |
| g              | g        | ج     | ǧ     |         | g       | ג       | ḡ/g     | ג        | ḡ/g      | ገ     | g     |
| k              | k        | ك     | k     |         | k       | כ       | ḵ/k     | כ        | ḵ/k      | ከ     | k     |
| ḳ              | q        | ق     | q     | q       | q       | ק       | q       | ק        | q        | ቀ     | ḳ     |
| ġ̮              | -        | غ     | ġ̮     |         |         |         |         |          |          |       |       |
| ḫ              | ḫ        | خ     | ḫ     |         | ḥ       | ח       | ḥ       | ח        | ḥ        | ኀ     | ḫ     |
| ʻ              | -        | ع     | ʻ     |         | ʻ       | ע       | ʻ       | ע        | ʻ        | ዐ     | ʻ     |
| ḥ              | -        | ح     | ḥ     | ḥ       | ḥ       | ח       | ḥ       | ח        | ḥ        | ሐ     | ḥ     |
| ʼ              | -        | ء     | ʼ     |         | ʼ       | א       | ʼ       | א        | ʼ        | አ     | ʼ     |
| h              | -        | ه     | h     |         | h       | ה       | h       | ה        | h        | ሀ     | h     |
| m              | m        | م     | m     |         | m       | מ       | m       | מ        | m        | መ     | m     |
| n              | n        | ن     | n     |         | n       | נ       | n       | נ ר      | n r      | ነ     | n     |
| r              | r        | ر     | r     |         | r       | ר       | r       | ר        | r        | ረ     | r     |
| w              | w        | و     | u̯     |         | u̯ j     | ו י     | u̯ j     | ו י      | u̯ j      | ወ     | u̯     |
| j              | j        | ي     | j     |         | j       | י       | j       | י        | j        | የ     | j     |
| Proto-Semitico | Accadico | Arabo | Arabo | Fenicio | Fenicio | Ebraico | Ebraico | Aramaico | Aramaico | Ge'ez | Ge'ez |